# Lagardère Services
Lagardère Travel Retail, ehemals Lagardère Services (LS) und früherer Name Hachette Distribution Services, ist einer der weltweit größten Vertriebe im sogenannten Travel Retail (Reiseaffiner Einzelhandel), spezialisiert vor allem auf den Vertrieb von Druckmedien (Presse, Bücher) und Reisebedarf im Bereich öffentlicher Verkehrsanlagen wie Bahnhöfen, Flughäfen oder U-Bahn-Stationen. Die Unternehmensgruppe ist ein Geschäftsbereich der französischen Groupe Lagardère.

## Geschichte
1826 kaufte Louis Hachette mit Brédif in Paris seine erste Buchhandlung. 1852 brachte er mit dem Le Journal pour Tous das erste Entertainment-Magazin heraus. Die erste Bahnhofsbuchhandlung eröffnete er 1852 in Paris, Gare de Lyon. Das war der Grundstein von Lagardère. 1913/15 folgten auch in Belgien und Spanien weitere Presse- und Buchgeschäfte. Der Foodservice-Markt wurde seit 1982, mit dem ersten Back- und Kaffee-Shops, fokussiert.
Unter der Firmierung HDS Retail Deutschland GmbH erfolgte 1999 der Markteintritt in Deutschland.
Seit dem Jahr 2000 gilt RELAY als weltweit größte Marke im Travel Retail. 2001 wurde der erste RELAY-Shop in Deutschland eröffnet.
2011 teilte sich Lagardère Services in die Bereiche Distribution und Travel Retail auf.
2012 folge eine Umfirmierung von HDS Retail Deutschland GmbH in LS travel retail Deutschland GmbH. Im selben Jahr wird die LS travel foodservice Deutschland GmbH gegründet unter die Aktivitäten im Foodservice gebündelt werden.
Anfang 2008 verkaufte Lagardère Services 80 % seiner Anteile an Virgin Megastore an Butler Capital Partners.
2013 wird LS travel retail Deutschland GmbH zum Master Franchisenehmer von Coffee Fellows an Reisestandorten.
2014 erwarb Lagardère Services die Firma Airest S.p.A. Mit dieser Übernahme gehörten 35 Standorte in Österreich und Slowenien LS travel foodservice Deutschland GmbH. 2015 folgte die Übernahme von The Paradies Shops, einem der führenden Travel Retailer an Flughäfen in Nordamerika und Lagardère Services wurde zu Lagardère Travel Retail.

## Unternehmen
Mit über 3.600 Standorte in rund 30 Ländern auf allen Kontinenten zählt Lagardère Travel Retail zu den weltweit größten Vertrieben im Travel Retail (Reiseaffiner Einzelhandel). Das Unternehmen ist dabei auch an über 100 Bahnhöfen und 60 Flughäfen vertreten. Neben der größten Marke RELAY gehören auch discover, tech2go, Virgin, hub CONVENIENCE zum Portfolio. Im Reisebedarfsbereich führt Lagardère Travel Retail mehrere Produkteigenmarken, wie Pure & Rare, Sunny Days, Beauty Unlimited, Men’s Lounge, French Days, Groumand, Virgin, La Cave à Cigares.